# Yolka
Elizabeth Valdemarovna Ivantsiv (ukrainien : Єлизаве́та Вальдема́рівна Іванці́в) (née le 2 juillet 1982 à Oujhorod) est une chanteuse de pop et R&B ukrainienne plus connue sous son pseudonyme Yolka (Ёлка).

## Biographie
Elle commence sa carrière musicale au sein du groupe B&B. 
En 2004, elle signe un contrat avec Vlad Vladov et sort son premier album, Город обмана, dont sont extraits Девочка в Пежо et Хорошее настроение. Puis, toujours en collaboration avec Vladov elle sort deux autres albums, Тени et Этот великолепный мир qui ne rencontrent pas autant de succès. 
De 2010 à 2012 elle fait partie du jury ukrainien de The X Factor. 
En 2011 elle rencontre le succès avec la chanson Прованс (Provence) et est nommée dans trois catégories au prix Muz-TV 2011. 
Son quatrième album, Точки расставлены est salué par la critique. 
Elle remporte trois fois le Gramophone d'or (pour Мальчик-красавчик, Прованс et Около тебя) et est nommée aux MTV Music Awards Russe. En 2011 elle est désignée chanteuse de l'année par le magazine Glamour et parmi les dix personnalités du show-biz Ukrainiens par le magazine Focus. La même année elle est désignée chanteuse de l'année aux ZD awards du magazine Moskovskij Komsomolets.

## Discographie
- City of deception (Город обмана, 2005)
- Shadows (Тени, 2006)
- This magnificent world (Этот великолепный мир, 2008)
- Point Apart (Точки расставлены, 2011)
- #Neby (#Небы, 2015)